# Ann Bridgewater
Ann Bridgewater, (kinesiska: 柏安妮, pinyin: Bó Anní), även känd under namnet Pak On Lei, född 1966, är en före detta skådespelerska från Hongkong.
Bridgewater föddes i den brittiska kolonin Hongkong av brittisk-malajiska föräldrar. Hon gick på Christ Church Kindergarten innan hon började studera på först Diocesan Girl's School och senare King George V School.
Som trettonåring vann Bridgewater en konståkningstävling, 1984 skulle hon även vinna en tävling i Dallas, Texas, samt få ansvaret för att plocka ut de partävlande för Taiwan. 
Bridgewater erbjöds en plats på Oxford University, men hon valde att istället satsa på en karriär som film- och sångstjärna. Hon debuterade 1985 i filmen I Do, och bildade senare en musikgrupp tillsammans med Charine Chan, Bonnie Law och May Lo.
1994 upphörde Bridgewater med skådespelaryrket. Det rapporterades att hon hade gift sig med en affärsman från Vancouver i Kanada. Senare kom hon att studera medicin på University of Hong Kong, och numera arbetar hon som psykolog. Det har rapporterats att hon både skilt och gift om sig, samt år 2000 fött ett barn.

## Filmografi
- Yesteryou Yesterme Yesterday (1993)
- Tom, Dick And Hairy (1993)
- Full Contact (1992)
- The Fatal Game (1991)
- Curry and Pepper (1990)
- My Hero (1990)
- Operation Pink Squad 2 (1989)
- They Came to Rob Hong Kong (1989)
- Thunder Cops 2 (1989)
- Fatal Love (1988)
- The Inspector Wears Skirts (1988)
- Operation Pink Squad (1988)
- Trouble Couples (1987)
- Abracadabra (1986)
- United We Stand (1986)
- For Your Heart Only (1985)
- The Isle of Fantasy (1985)
- Kung Hei Fat Choy (1985)
- I Do (1985)